# Avraham Sinai
Avraham Sinai (إبراهيم سيناء) est un ancien chiite libanais désormais israélien converti au judaïsme. Il servait d'informateur à Israël lorsqu'il était au Hezbollah. Lorsqu'il est découvert par ces derniers, il fuit en Israël et devient juif. Il réside aujourd'hui à Safed au nord d'Israël avec sa femme et ses sept enfants.